# Senza rete (singolo)
Senza rete è un singolo dei Litfiba del 2001, terzo estratto dall'album Insidia.

## Tracce
1. Senza rete – 3:05

## Formazione
- Gianluigi Cavallo - voce
- Ghigo Renzulli - chitarra
- Gianluca Venier - basso
- Gianmarco Colzi - batteria
- Mauro Sabbione - tastiere